# Patxi Ferreira
Francisco Ferreira Colmenero dit Patxi Ferreira, né le 22 mai 1967 à Saucelle en Espagne, est un footballeur international espagnol qui occupe le poste de défenseur central au cours d'une carrière qui s'étend de 1984 à 2001. Reconverti en tant qu'entraîneur adjoint de Gaizka Garitano à partir de 2012, il occupe en 2021 cette fonction au SD Eibar, club de Segunda División.

## Biographie

### Carrière de joueur

#### En club
Natif de Saucelle dans la province de Salamanque, Patxi Ferreira réside dans sa jeunesse dans la région de Bilbao. Cette résidence dans la région basque lui permet d'avoir la possibilité d'intégrer l'Athletic Bilbao, un club à forte identité régionaliste et qui limite son recrutement aux joueurs ayant des liens avec le Pays basque,. À 17 ans, Ferreira dispute son premier match de Primera División lors d'un déplacement face au Séville FC qui s'impose 3-0 le 9 septembre 1984. Cette rencontre est disputée dans un contexte particulier où les footballeurs professionnels sont en grève et où les clubs évoluent avec leurs équipes de jeunes. Ferreira dispute son deuxième match à ce niveau le 18 octobre 1986.
En juin 1989, Ferreira est transféré à l'Atlético de Madrid. Il y signe un contrat initial de quatre ans, l'indemnité de transfert étant de 125 millions de pesetas. Au sein de ce club, il remporte la Coupe du Roi en 1991 et 1992. Il y reste jusqu'en 1995, exception faite d'un prêt d'une saison au Séville FC en 1993-1994.
Transféré au Valencia CF en août 1995, il y reste deux saisons, soit la durée de son contrat, avant de revenir à l'Athletic Bilbao en 1997. Il termine sa carrière au Rayo Vallecano à la fin de la saison 2000-2001.

#### En sélection
La première sélection en équipe nationale de Patxi Ferreira a lieu lors d'un match amical le 14 septembre 1988 contre la Yougoslavie qui se solde par une défaite espagnole 2-1. Sa deuxième sélection se déroule le 13 décembre 1989 contre la Suisse, un match cette fois remporté 2-1 par la Roja. Ses 2 sélections en équipe nationale se soldent par une victoire et une défaite. Lors de ces deux rencontres, il est remplaçant et entre en jeu à la place de Manuel Sanchís.
Ferreira participe avec la sélection des moins de 20 ans à la Coupe du monde des moins de 20 ans 1985. La sélection espagnole parvient en finale où elle est battue par le Brésil 1-0 après prolongations. Ferreira dispute quatre des six rencontres de l'Espagne mais pas à la finale. Il en est suspendu en raison d'une accumulation de cartons jaunes dans les rencontres précédentes.

### Après-carrière
Patxi Ferreira devient à partir de 2012 l'entraîneur adjoint de Gaizka Garitano. Cette association commence au SD Eibar. En 2 ans, le club passe de la Segunda División B à la Primera División. En 2015, Eibar n'évite la relégation que par la rétrogradation administrative de l'Elche CF, ce résultat pousse Garitano et Ferreira à démissionner. S'ensuit un passage au Real Valladolid entre juillet et octobre 2015 qui tourne court en raison de mauvais résultats poussant le club à les renvoyer. Le duo dirige ensuite le Deportivo La Corogne entre le début de la saison 2016 et février 2017 avant d'être démis de ses fonctions.
Ferreira suit Garitano en juillet 2017 au Bilbao Athletic puis ils sont promus à la tête de l'Athletic Bilbao en décembre 2018. Ils restent en poste jusque janvier 2021. En juin 2021, ils sont de retour à la tête du SD Eibar, désormais en Segunda División.

## Palmarès
Patxi Ferreira obtient l'essentiel de son palmarès de joueur lorsqu'il évolue à l'Atlético de Madrid. Il remporte à deux reprises reprises la Coupe du Roi, en 1991 et 1992. Il est également finaliste de la Supercoupe d'Espagne en 1991 et 1992.

## Statistiques
Le tableau ci-dessous résume les statistiques en match officiel de Patxi Ferreira durant sa carrière de joueur professionnel,.
| Saison                | Club                  | Championnat           | Championnat | Championnat | Coupe nationale | Coupe nationale | Coupe de la Ligue | Coupe de la Ligue | Supercoupe | Supercoupe | Compétition(s) continentale(s) | Compétition(s) continentale(s) | Compétition(s) continentale(s) | Sélection                         | Sélection | Sélection | Total | Total |
| Saison                | Club                  | Division              | M.          | B.          | M.              | B.              | M.                | B.                | M.         | B.         | Comp.                          | M.                             | B.                             | Équipe                            | M.        | B.        | M.    | B.    |
| 1984-1985             | Bilbao Athletic       | Segunda División      | 4           | 0           | 2               | 0               | 1                 | 0                 | -          | -          | -                              | -                              | -                              | -                                 | -         | -         | 7     | 0     |
| 1984-1985             | Athletic Bilbao       | Primera División      | 1           | 0           | -               | -               | -                 | -                 | -          | -          | -                              | -                              | -                              | -                                 | -         | -         | 1     | 0     |
| 1985-1986             | Bilbao Athletic       | Segunda División      | 35          | 4           | 2               | 0               | -                 | -                 | -          | -          | -                              | -                              | -                              | Espagne - 19 ans+Espagne - 20 ans | 1+4       | 0+0       | 42    | 4     |
| 1985-1986             | Athletic Bilbao       | Primera División      | -           | -           | -               | -               | 1                 | 0                 | -          | -          | -                              | -                              | -                              | -                                 | -         | -         | 1     | 0     |
| 1986-1987             | Bilbao Athletic       | Segunda División      | 34          | 3           | 1               | 0               | -                 | -                 | -          | -          | -                              | -                              | -                              | Espagne espoirs                   | 5         | 0         | 40    | 3     |
| 1986-1987             | Athletic Bilbao       | Primera División      | 4           | 0           | -               | -               | -                 | -                 | -          | -          | C3                             | 2                              | 0                              | -                                 | -         | -         | 6     | 0     |
| 1987-1988             | Athletic Bilbao       | Primera División      | 35          | 6           | 4               | 0               | -                 | -                 | -          | -          | -                              | -                              | -                              | Espagne espoirs                   | 3         | 0         | 42    | 6     |
| 1988-1989             | Athletic Bilbao       | Primera División      | 36          | 4           | 4               | 1               | -                 | -                 | -          | -          | C3                             | 4                              | 0                              | Espagne espoirs+Espagne           | 1+1       | 0+0       | 46    | 5     |
| 1989-1990             | Atlético Madrid       | Primera División      | 36          | 1           | 2               | 0               | -                 | -                 | -          | -          | C3                             | 2                              | 0                              | Espagne espoirs+Espagne           | 3+1       | 0+0       | 44    | 1     |
| 1990-1991             | Atlético Madrid       | Primera División      | 21          | 2           | 5               | 1               | -                 | -                 | -          | -          | C3                             | 1                              | 0                              | -                                 | -         | -         | 27    | 3     |
| 1991-1992             | Atlético Madrid       | Primera División      | 21          | 1           | 3               | 0               | -                 | -                 | 2          | 0          | C2                             | 3                              | 0                              | -                                 | -         | -         | 29    | 1     |
| 1992-1993             | Atlético Madrid       | Primera División      | 18          | 0           | 2               | 0               | -                 | -                 | 1          | 1          | C2                             | 6                              | 0                              | -                                 | -         | -         | 27    | 1     |
| 1993-1994             | Séville FC            | Primera División      | 25          | 1           | 8               | 1               | -                 | -                 | -          | -          | -                              | -                              | -                              | -                                 | -         | -         | 33    | 2     |
| 1994-1995             | Atlético Madrid       | Primera División      | 22          | 0           | 5               | 0               | -                 | -                 | -          | -          | -                              | -                              | -                              | -                                 | -         | -         | 27    | 0     |
| 1995-1996             | Valencia CF           | Primera División      | 24          | 0           | 3               | 0               | -                 | -                 | -          | -          | -                              | -                              | -                              | -                                 | -         | -         | 27    | 0     |
| 1996-1997             | Valencia CF           | Primera División      | 36          | 4           | 1               | 0               | -                 | -                 | -          | -          | C3                             | 7                              | 1                              | -                                 | -         | -         | 44    | 5     |
| 1997-1998             | Athletic Bilbao       | Primera División      | 16          | 0           | 2               | 0               | -                 | -                 | -          | -          | C3                             | 1                              | 0                              | -                                 | -         | -         | 19    | 0     |
| 1998-1999             | Athletic Bilbao       | Primera División      | 26          | 2           | 1               | 0               | -                 | -                 | -          | -          | C1                             | 4                              | 0                              | -                                 | -         | -         | 31    | 2     |
| 1999-2000             | Athletic Bilbao       | Primera División      | 25          | 1           | 3               | 0               | -                 | -                 | -          | -          | -                              | -                              | -                              | -                                 | -         | -         | 28    | 1     |
| 2000-2001             | Rayo Vallecano        | Primera División      | 12          | 0           | 1               | 0               | -                 | -                 | -          | -          | -                              | -                              | -                              | -                                 | -         | -         | 13    | 0     |
| Total sur la carrière | Total sur la carrière | Total sur la carrière | 431         | 29          | 49              | 3               | 2                 | 0                 | 3          | 1          | -                              | 30                             | 1                              | -                                 | 19        | 0         | 534   | 34    |